# 第62回ゴールデングローブ賞
第62回ゴールデングローブ賞（だい62かいゴールデングローブしょう）は、2005年1月16日に行われた。

## 受賞作品・人物

### 映画

#### 作品賞（ドラマ部門）
『アビエイター』
- 『クローサー』
- 『ネバーランド』
- 『ホテル・ルワンダ』
- 『愛についてのキンゼイ・レポート』
- 『ミリオンダラー・ベイビー』

#### 作品賞（ミュージカル・コメディ部門）
『サイドウェイ』
- 『エターナル・サンシャイン』
- 『Mr.インクレディブル』
- 『 オペラ座の怪人』
- 『Ray/レイ』

#### 主演男優賞（ドラマ部門）
レオナルド・ディカプリオ - 『アビエイター』
- ハビエル・バルデム - 『海を飛ぶ夢』
- ドン・チードル - 『ホテル・ルワンダ』
- ジョニー・デップ - 『ネバーランド』
- リーアム・ニーソン - 『愛についてのキンゼイ・レポート』

#### 主演男優賞（ミュージカル・コメディ部門）
ジェイミー・フォックス - 『Ray/レイ』
- ジム・キャリー - 『エターナル・サンシャイン』
- ポール・ジアマッティ - 『サイドウェイ』
- ケヴィン・クライン - 『五線譜のラブレター DE-LOVELY』
- ケヴィン・スペイシー - 『ビヨンド the シー 夢見るように歌えば』

#### 主演女優賞（ドラマ部門）
ヒラリー・スワンク - 『ミリオンダラー・ベイビー』
- スカーレット・ヨハンソン - 『ママの遺したラヴソング』
- ニコール・キッドマン - 『記憶の棘』
- イメルダ・スタウントン - 『ヴェラ・ドレイク』
- ユマ・サーマン – 『Kill Bill: Vol. 2』

#### 主演女優賞（ミュージカル・コメディ部門）
アネット・ベニング - 『華麗なる恋の舞台で』
- アシュレイ・ジャッド - 『五線譜のラブレター DE-LOVELY』
- エミー・ロッサム - 『オペラ座の怪人』
- ケイト・ウィンスレット - 『エターナル・サンシャイン』
- レネー・ゼルウィガー - 『ブリジットジョーンズの日記 きれそうなわたしの12か月』

#### 助演男優賞
クライヴ・オーウェン - 『クローサー』
- デヴィッド・キャラダイン -  『Kill Bill: Vol. 2』
- トーマス・ヘイデン・チャーチ - 『サイドウェイ』
- ジェイミー・フォックス - 『コラテラル』
- モーガン・フリーマン -  『ミリオンダラー・ベイビー』

#### 助演女優賞
ナタリー・ポートマン - 『クローサー』
- ケイト・ブランシェット - 『アビエイター』
- ローラ・リニー - 『愛についてのキンゼイ・レポート』
- ヴァージニア・マドセン - 『サイドウェイ』
- メリル・ストリープ - 『クライシス・オブ・アメリカ』

#### 監督賞
クリント・イーストウッド - 『ミリオンダラー・ベイビー』
- マーク・フォスター - 『ネバーランド』
- マイク・ニコルズ - 『クローサー』
- アレクサンダー・ペイン - 『サイドウェイ』
- マーティン・スコセッシ - 『アビエイター』

#### 外国語映画賞
『海を飛ぶ夢』
- 『コーラス
- 『 LOVERS』
- 『モーターサイクル・ダイアリーズ』
- 『ロング・エンゲージメント』

#### 作曲賞
『アビエイター』 - ハワード・ショア
- 『ネバーランド』 - ヤン・A・P・カチュマレク
- 『ミリオンダラー・ベイビー』 - クリント・イーストウッド
- 『サイドウェイ』 - ロルフ・ケント
- 『スパングリッシュ 太陽の国から来たママのこと』- ハンス・ジマー

#### 歌曲賞
"w:Old Habits Die Hard" by ミック・ジャガー - 『アルフィー』
- "w:Accidentally in Love" by カウンティング・クロウズ - 『シュレック2』
- "Believe" by ジョシュ・グローバン - 『ポーラー・エクスプレス』
- "w:Learn to Be Lonely" by ミニー・ドライヴァー - 『 オペラ座の怪人』
- "w:Million Voices" by ワイクリフ・ジョン - 『ホテル・ルワンダ』

#### 脚本賞
『サイドウェイ』 - アレクサンダー・ペイン、ジム・テイラー
- 『アビエイター』  - ジョン・ローガン
- 『クローサー』 - パトリック・マーバー
- 『エターナル・サンシャイン』 - チャーリー・カウフマン
- 『ネバーランド』 - デヴィッド・マギー

### テレビ

#### 作品賞（ドラマシリーズ）
『NIP/TUCK マイアミ整形外科医』
- 『24 -TWENTY FOUR-』
- 『デッドウッド〜銃とSEXとワイルドタウン』
- 『LOST』
- 『ザ・ソプラノズ 哀愁のマフィア』

#### 作品賞（ミュージカル・コメディシリーズ）
『デスパレートな妻たち』
- 『アレステッド・ディベロプメント』
- 『アントラージュ★オレたちのハリウッド』
- 『セックス・アンド・ザ・シティ』
- 『ウィル&グレイス』

#### 作品賞（ミニシリーズ・テレビ映画）
『ライフ・イズ・コメディ! ピーター・セラーズの愛し方』
- w:American Family: Journey of Dreams
- 『アイアン・エンジェルズ/自由への闘い』
- 『THE LION IN WINTER 冬のライオン』
- 『ボルチモアの光』

#### 主演男優賞（ドラマシリーズ）
イアン・マクシェーン - 『デッドウッド〜銃とSEXとワイルドタウン』
- マイケル・チクリス - 『ザ・シールド ルール無用の警察バッジ』
- デニス・リアリー - 『レスキュー・ミー NYの英雄たち』
- ジュリアン・マクマホン - 『NIP/TUCK マイアミ整形外科医』
- ジェームズ・スペイダー - 『ボストン・リーガル』

#### 主演男優賞（ミュージカル・コメディシリーズ）
ジェイソン・ベイトマン - 『アレステッド・ディベロプメント』
- ザック・ブラフ - 『スクラブス』
- ラリー・デイヴィッド – 『ラリーのミッドライフ★クライシス』
- マット・ルブランク - 『ジョーイ』
- トニー・シャルーブ - 『名探偵モンク』
- チャーリー・シーン - 『チャーリー・シーンのハーパー★ボーイズ』

#### 主演男優賞（ミニシリーズ・テレビ映画）
ジェフリー・ラッシュ - 『ライフ・イズ・コメディ! ピーター・セラーズの愛し方』
- モス・デフ - 『ボルチモアの光』
- ジェイミー・フォックス - 『クリップス』
- ウィリアム・H・メイシー - 『ウール・キャップ あなたの笑顔』
- パトリック・スチュワート - 『THE LION IN WINTER 冬のライオン』

#### 主演女優賞（ドラマシリーズ）
マリスカ・ハージティ – 『LAW & ORDER:性犯罪特捜班』
- イーディ・ファルコ - 『ザ・ソプラノズ 哀愁のマフィア』
- ジェニファー・ガーナー - 『エイリアス』
- クリスティーン・ラーティ - 『ジャック&ボビー』
- ジョエリー・リチャードソン - 『NIP/TUCK マイアミ整形外科医』

#### 主演女優賞（ミュージカル・コメディシリーズ）
テリー・ハッチャー - 『デスパレートな妻たち』
- マーシア・クロス - 『デスパレートな妻たち』
- フェリシティ・ハフマン -  『デスパレートな妻たち』
- デブラ・メッシング - 『ウィル&グレイス』
- サラ・ジェシカ・パーカー - 『セックス・アンド・ザ・シティ』

#### 主演女優賞（ミニシリーズ・テレビ映画）
グレン・クロース - 『THE LION IN WINTER 冬のライオン』
- ブライス・ダナー - w:Back When We Were Grownups
- ジュリアナ・マルグリーズ - 『ザ・グリッド』
- ミランダ・リチャードソン -『ロスト・プリンス 悲劇の英国プリンス物語』
- ヒラリー・スワンク -  『アイアン・エンジェルズ/自由への闘い』

#### 助演男優賞
ウィリアム・シャトナー - 『ボストン・リーガル』
- ショーン・ヘイズ - 『ウィル&グレイス』
- マイケル・インペリオリ - 『ザ・ソプラノズ 哀愁のマフィア』
- ジェレミー・ピヴェン - 『アントラージュ★オレたちのハリウッド』
- オリヴァー・プラット - 『HUFF〜ドクターは中年症候群』

#### 助演女優賞
アンジェリカ・ヒューストン - 『アイアン・エンジェルズ/自由への闘い』
- ドレア・ド・マッテオ - 『ザ・ソプラノズ 哀愁のマフィア』
- ニコレット・シェリダン -  『デスパレートな妻たち』
- シャーリーズ・セロン - 『ライフ・イズ・コメディ! ピーター・セラーズの愛し方』
- エミリー・ワトソン - 『ライフ・イズ・コメディ! ピーター・セラーズの愛し方』